# NGC 525
NGC 525 is een lensvormig sterrenstelsel in het sterrenbeeld Vissen. Het hemelobject ligt 58 miljoen lichtjaar (17,9 × 106 parsec) van de Aarde verwijderd en werd op 25 september 1862 ontdekt door de Duits-Deense astronoom Heinrich Louis d’Arrest.

## Synoniemen
- GC 308
- 2MASX J01245290+0942116
- MCG +01-04-054
- PGC 5232
- UGC 972
- ZWG 411.53
- NPM1G +09.0040